# Partido Libertario de Alabama
El Partido Libertario de Alabama (LPA) es la filial en Alabama del Partido Libertario (LP). Tiene su sede en Huntsville, Alabama. Debido al elevado número de firmas requeridas para acceder a la boleta electoral y a la exigencia de que un partido presente un candidato estatal que obtenga al menos el 20 % de los votos para conservar dicho acceso, el Partido Libertario de Alabama rara vez ha presentado candidatos.

## Historia
En 1976, el partido inició su primera campaña para lograr el acceso a la boleta electoral, enviando a 50 voluntarios a recolectar más de 5,000 firmas de votantes registrados para que su candidato presidencial pudiera figurar en la papeleta. En marzo, el partido envió más de 5,000 firmas al Secretario de Estado, y estas fueron aceptadas, lo que permitió a Roger MacBride obtener acceso a la boleta en Alabama.
En 1981, Steve Smith, coordinador del partido, propuso en una reunión sobre la reforma de la ley electoral para que "ninguno de esos candidatos" fuera incluido en las boletas de Alabama, pero su propuesta fue rechazada.El 19 de junio de 1982, el partido celebró su convención estatal en Montgomery, a la que asistieron el candidato presidencial del partido en 1980, Ed Clark, y veinticinco personas, con el fin de nominar candidatos y debatir una nueva ley estatal de acceso a la boleta que exigiría a los candidatos de terceros partidos recolectar un porcentaje determinado de firmas de votantes en lugar de una cantidad fija.
En 1983, a varios candidatos libertarios se les negó el acceso a la boleta debido a los nuevos requisitos establecidos por la ley de acceso a la boleta, que elevó la exigencia para obtener dicho acceso: pasar de haber obtenido el 10 % en las elecciones generales anteriores al 20 %, o bien recolectar firmas de votantes registrados equivalentes al 1 % de los votos emitidos en las elecciones generales previas.El partido presentó apelaciones legales para obtener acceso a la boleta, argumentando que ya lo habían logrado bajo la ley anterior y que la nueva normativa no podía aplicarse durante el ciclo electoral en curso, pero sus apelaciones fueron rechazadas.
En 1991, el exgobernador Fob James se dirigió a la convención estatal del partido.Nancy Lord, candidata a la vicepresidencia por el partido, y Larry Pratt, presidente de Gun Owners of America, participaron como oradores en la convención estatal de 1992.
En 2019, el partido presentó una demanda contra el Secretario de Estado, John Merrill, por cobrarles $34,000 por una lista de votantes, mientras que a los partidos Republicano y Demócrata se les entregaba la misma lista de manera gratuita. El 28 de agosto, la jueza del Tribunal de Distrito, Emily C. Marks, rechazó la solicitud del estado de desestimar el caso.
En 2025, se produjo una división dentro del partido cuando Mike Shaner, exorganizador estatal del Caucus Mises, fundó el ''Partido Voluntarista de Alabama''. Shaner afirmó que Alabama es una “pesadilla autoritaria” y que el Partido Libertario “ya no es capaz de desafiar al establishment político del estado”.

## Cargos electos
- Jimmy Blake — Concejal de la ciudad de Birmingham (1993–2001)[15]

## Resultados electorales

### Presidenciales
| Año  | Candidato presidencial | Votos         | Cambio      |
| ---- | ---------------------- | ------------- | ----------- |
| 1976 | Roger MacBride         | 1,481 (0.1%)  | Sin cambios |
| 1980 | Ed Clark               | 13,318 (1.0%) | 0.9%        |
| 1984 | David Bergland         | 9,504 (0.7%)  | 0.3%        |
| 1988 | Ron Paul               | 8,460 (0.6%)  | 0.1%        |
| 1992 | Andre Marrou           | 5,737 (0.3%)  | 0.2%        |
| 1996 | Harry Browne           | 5,290 (0.3%)  | Sin cambios |
| 2000 | Harry Browne           | 5,893 (0.4%)  | 0.1%        |
| 2004 | Michael Badnarik       | 3,529 (0.2%)  | 0.2%        |
| 2008 | Bob Barr               | 4,991 (0.2%)  | 0.1%        |
| 2012 | Gary Johnson           | 12,328 (0.6%) | 0.4%        |
| 2016 | Gary Johnson           | 44,467 (2.1%) | 1.5%        |
| 2020 | Jo Jorgensen           | 25,176 (1.1%) | 1.0%        |
| 2024 | Chase Oliver           | 4,930 (0.22%) | 0.86%       |